# Gottfried Krüger
Johann Friedrich Gottfried Krüger (* 2. August 1863 in Treuenbrietzen; † 3. Juli 1941 in Lutherstadt Wittenberg) war ein deutscher Mediziner und Heimatforscher.

## Leben
Johann Friedrich Gottfried Krüger wurde als Sohn eines Kaufmanns in Treuenbrietzen geboren. Nach dem Besuch des Gymnasiums in Wittenberg studierte er Medizin in Freiburg im Breisgau, Halle und Berlin. In Berlin war er damals Schüler des berühmten Mediziners Rudolf Virchow und Professors Leiden, bei denen er über Die Geschichte des Aderlasses promovierte. Aufgrund seiner ausgezeichneten Leistungen beim Staatsexamen bot man dem frischgebackenen Doktor eine Assistenzstelle in Berlin an. Diese wollte er aber, aufgrund der miserablen Bezahlung und weil er die aus Treuenbrietzen stammende Kaufmannstochter Helene Fleischhauer ehelichen wollte, nicht annehmen.

### Der Mediziner

Die einstige Praxis und Wohnung am Markt 9 im ersten Stock

Stattdessen ließ er sich in Wittenberg 1888 als praktischer Arzt nieder. Die erste Praxis befand sich in der Schlossstraße und lief nach anfänglichen gesundheitlichen und finanziellen Schwierigkeiten an. Als in Elster (Elbe) eine Diphtherieepidemie auftrat, behandelte er trotz vieler Einwände als erster Wittenberger Arzt die Patienten mit Serum. Durch die ständig steigende Popularität vergrößerte sich die Praxis, und er errichtete eine Praxis am Markt 4. Allerdings waren hier die Bedingungen alles andere als rosig, denn der damalige Eigentümer des Hauses Kolonialwarenladenbesitzer Stadtrat Merker, war ausgesprochen geizig. So litt die damalige Praxis unter den miserablen Hauszuständen. 1908 kam es daher dazu, dass Krüger in die Praxis am heutigen Markt 9 übersiedelte.
Im Ersten Weltkrieg wurde Gottfried Krüger als Chefarzt eines großen Lazaretts eingesetzt, in dem er vor allem chirurgische Aufgaben nach der Devise erledigte „Lieber Glieder erhalten, als sie zu amputieren“, was ihm vor allem seine Patienten dankten. Durch seine gütig freundliche Art und als unermüdlich sorgfältiger Arzt genoss er das Vertrauen der Patienten.
Er war vertraglicher Hausarzt und Mitglied des Vorstandes des Kaiser-Friedrich-Siechenhauses und bekam dort einen Ehrensold, den er allerdings dem wenig finanzstarken Hause wieder zur Verfügung stellte. Des Weiteren wirkte er in mehreren städtischen und kirchlichen Ämtern zum Wohle der Stadt. So gehörte der Stadtrat Krüger der städtisch kirchlichen Kommission für Krankenpflege an. Über viele Jahre hinweg war er der Vertrauensmann der Wittenberger Ärzteschaft, die er in mehreren Gremien vertrat und die ihn zu ihrem Obmann und als Vertreter bei Vertragsverhandlungen wählten. Innerhalb des Ärzteverbandes im Regierungsbezirk Merseburg hatte er die heikle Vertrauensfunktion eines Vertragsobmannes. Sämtliche im Regierungsbezirk mit einem Arzt abgeschlossenen Verträge mussten ihm zur Bestätigung vorgelegt werden. Seine Aufgabe war es, unter den Bedingungen der freien Vertragsgestaltung darauf zu achten, dass Leistung und Bezahlung den Rahmenvereinbarungen der damaligen Zeit entsprachen. Auch unterstand dem Sanitätsrat und Kreisarzt Krüger 1920 die ärztliche Betreuung der Kleinkinderschulen (Kindergärten).
Die durch die Zeit der Inflation hervorgerufenen Verluste an Barvermögen betrafen auch seine für die Rente angesparten Einlagen. Auch aufgrund zurückgehender Praxiseinnahmen, die auf sein gestiegenes Lebensalter zurückzuführen waren, musste er seine Praxis am Markt 9 aufgeben und zog in eine kleinere Wohnung in der Lutherstraße 51. Dort praktizierte er bis zu seinem Tode weiter und bearbeitete ehrenamtlich alle kassenärztlichen Abrechnungen aller Wittenberger Kassenärzte.

### Der Heimatforscher

Kapelle zum heiligen Leichnam an der Stadtkirche in der Lutherstadt Wittenberg

Krügers Interesse galt nicht nur der Medizin, dem Vorstand des Vereins Wittenberger Gymnasiasten und der Literatur, seine größte Leidenschaft war die Heimatforschung. Schon durch seine Zeit am Wittenberger Gymnasium baute er eine tiefe innerliche Beziehung zu Wittenberg auf. Deshalb wurde er auch einer der Initiatoren des am 10. Februar 1910 gegründeten „Vereins für Heimatkunde und Heimatschutz zu Wittenberg“. 52 Freunde der Wittenberger Heimatgeschichte schlossen sich zusammen, um „alle Gebiete der Heimatkunde, besonders die Stadtgeschichte, zu pflegen, heimatkundliche Gegenstände zu sammeln und praktischen Heimatschutz zu treiben“. Krüger wurde zum ersten Vorsitzenden und trug mit zahlreichen Beiträgen in Zeitungen, Vorträgen und Abhandlungen dazu bei, dass der Verein gedieh.
Schon im Jahre 1910 wuchs im Heimatverein der Wunsch, ein Heimatmuseum zu errichten. Dazu kamen einige Gegenstände zusammen, so dass im Mai 1911 das erste Museum im ehemaligen Gerichtszimmer des Rathauses im zweiten Stock eingerichtet werden konnte. Am 16. Juni 1912 konnte dieses Museum zur Besichtigung freigegeben werden. Im März 1913 musste das Heimatmuseum zu ersten Male umziehen.
Die kirchlichen Behörden gewährten in der Kapelle zum heiligen Leichnam eine Unterkunft. Die Eröffnung fand im Oktober 1913 statt. Durch stetiges Anwachsen der Sammlung wurde jedoch die kleine Kapelle neben der Stadtkirche zu klein. Da das kurfürstliche Schloss in einem Austauschverfahren in städtischen Besitz kam, konnten Gottfried Krüger und seine Heimatfreunde mit dem Heimatmuseum im April 1927 in den ersten Stock einziehen. Am 30. September desselben Jahres fand mit zahlreichen Gästen die Eröffnung statt.

### Die Ehrenbürgerschaft
Am 2. August 1933 feierte Sanitätsrat Gottfried Krüger seinen 70. Geburtstag. „In dankbarer Anerkennung seiner hervorragenden Dienste um die Erforschung der Heimatgeschichte und um die Sammlung geschichtlicher Erinnerungsstücke aus der Vergangenheit Wittenbergs“ wurde Krüger durch den damaligen kommissarischen Oberbürgermeister Werner Faber die höchste Auszeichnung der Lutherstadt Wittenberg, die Ehrenbürgerwürde, verliehen.
|  |  |

Auf handgeschöpftem Papier befindet sich über drei Seiten die Ehrenbürgererklärung.
|  |  |  |

Am Abend desselben Tages feierten die Wittenberger, die ihn ehrfurchtsvoll „Ohm Krüger“ nannten, ihren Ehrenbürger mit einem Fackelzug. Am 3. Juli 1941 verstarb Gottfried Krüger im Alter von 77 Jahren an den Folgen eines Schlaganfalls. Sein Grab befindet sich auf dem neueren nördlichen Friedhof der Dresdner Straße.

## Nachwirkung
Die Frucht von Krügers Arbeit, das Heimatmuseum, wurde nach dem Ende des Zweiten Weltkrieges geschlossen. Die am 12. Oktober 1952 wieder aufgestellten Exponate im Schloss wurden am 6. Januar 1954 in das „Eigentum des Volkes“ überführt und fanden im Melanchthonhaus unter der Leitung von Heinrich Kühne vorübergehend ihre Heimat, bis man 1967 erwog, dieses Heimatmuseum entweder im alten Gymnasium an der Stadtkirche oder in das Schloss zurückkehren zu lassen. Per Beschluss vom 23. Mai 1968 ging das Heimatmuseum in dem neu gegründeten „Stadtgeschichtlichen Museum“ auf, das sich wieder im Schloss befindet und dessen Ausstellung 2005 neu konzipiert wurde.
Seine zweite große Hinterlassenschaft, der „Verein für Heimatkunde und Heimatschutz zu Wittenberg“, ging 1948 in der „Arbeitsgemeinschaft der Natur und Heimatfreunde“ im Kulturbund auf. Später wurde daraus die „Gesellschaft für Heimatgeschichte“, die gleichfalls organisatorisch im Kulturbund eingebunden war. Am 24. März 1992 gründete sich der „Heimatverein der Lutherstadt Wittenberg und Umgebung e.V.“ im „Haus der Vereine“ (einst „Hans-Heinrich-Franck-Klub“, heute AOK-Geschäftsgebäude) neu. Der Heimatverein erklärte sich in der Tradition als Ziel, die Vermittlung und den Erwerb von Kenntnissen der Heimatgeschichte, des Natur-, Landschafts- und Umweltschutzes und der Denkmalpflege zu fördern. Dabei soll die Erforschung heimatgeschichtlicher Ereignisse und deren Zusammenhänge, die Erforschung und Pflege heimatlicher Traditionen, Sitten und Gebräuche, die Förderung, Bewahrung und Pflege des historischen Stadtbildes mit seinen Denkmalen und Denkmalensembles mit Unterstützung der Bodendenkmalpflege, das Hauptanliegen des Vereins sein. Zur Umsetzung dieses Anliegens werden vom Heimatverein heimatverbundene Publikationen und Sammlungen auf den verschiedenen Sachgebieten unterstützt und Exkursionen oder Wanderungen angeboten.

## Schriften
- Hans Lufft und die Anfänge des Wittenberger Buchdrucks.
- Die Tragödie im Hause Zimmermann.
- 25 Jahre Verein für Heimatkunde und Heimatschutz zu Wittenberg.
- Das Wittenberger Heimatmuseum.
- Das Ende der Universität Wittenberg.
- Die Lutherstadt Wittenberg im Wandel der Jahrhunderte.